# Kaartojärvet
Kaartojärvet eller Kaartajärvi är en sjö i Finland. Den ligger i kommunen Kuusamo i landskapet Norra Österbotten, i den nordöstra delen av landet, 600 km norr om huvudstaden Helsingfors. Kaartojärvet ligger 230,8 meter över havet. Arean är 1,01 kvadratkilometer och strandlinjen är 16,19 kilometer lång. Sjön  ingår i Kems huvudavrinningsområde. 